# Lars Arvid Nilsen
Lars Arvid Nilsen (Noruega, 15 de abril de 1965) fue un atleta noruego, especializado en la prueba de lanzamiento de peso en la que llegó a ser campeón mundial en 1991.

## Carrera deportiva
En el Mundial de Tokio 1991 ganó la medalla de plata en el lanzamiento de peso, con una marca de 20.75 metros, quedando en el podio tras el suizo Werner Günthör (oro con 21.67 metros) y por delante del soviético Aleksandr Klimenko, que ganó el bronce con 20.34 metros.